# Llista de topònims de la Granja d'Escarp
Llista de topònims (noms propis de lloc) del municipi de la Granja d'Escarp, al Segrià
Informació actualitzada per un bot. Els canvis manuals es perdran quan s'actualitzi!

## cabana
| imatge | Nom                      | Ubicat a           | instància de | Detalls | coordenades                                                          | Protecció | Commons (més fotos) | Dades a WD                    |
| ------ | ------------------------ | ------------------ | ------------ | ------- | -------------------------------------------------------------------- | --------- | ------------------- | ----------------------------- |
|        | cabana de Sonadell       | la Granja d'Escarp | cabana       |         | 41° 24′ 08″ N, 0° 25′ 01″ E / 41.4021854874677°N,0.416972562436115°E |           |                     | Modifica les dades a Wikidata |
|        | corral de Borrell        | la Granja d'Escarp | cabana       |         | 41° 25′ 22″ N, 0° 24′ 18″ E / 41.4228807080099°N,0.404904355355787°E |           |                     | Modifica les dades a Wikidata |
|        | corral de Ramon Estiarte | la Granja d'Escarp | cabana       |         | 41° 25′ 28″ N, 0° 22′ 17″ E / 41.4243354805585°N,0.371413664271209°E |           |                     | Modifica les dades a Wikidata |
|        | era de Xolladora         | la Granja d'Escarp | cabana       |         | 41° 25′ 40″ N, 0° 23′ 54″ E / 41.427650179327°N,0.39835808718441°E   |           |                     | Modifica les dades a Wikidata |
|        | lo Corral Nou            | la Granja d'Escarp | cabana       |         | 41° 25′ 16″ N, 0° 22′ 25″ E / 41.4210902634481°N,0.373650510430917°E |           |                     | Modifica les dades a Wikidata |

## església
| imatge | Nom                              | Ubicat a           | instància de    | Detalls                                                       | coordenades | Protecció                                  | Commons (més fotos)                        | Dades a WD                    |
| ------ | -------------------------------- | ------------------ | --------------- | ------------------------------------------------------------- | --- | ------------------------------------------ | ------------------------------------------ | ----------------------------- |
|        | Sant Jaume                       | la Granja d'Escarp | església ermita | Estil: arquitectura barroca arquitectura popular 17th century | 41° 24′ 23″ N, 0° 20′ 26″ E / 41.4064°N,0.340565°E ca:A 2 km al sud-oest del nucli de la Granja d'Escarp 109 msnm | bé cultural d'interès local                | Ermita de Sant Jaume de la Granja d'Escarp | Modifica les dades a Wikidata |
|        | Sant Jaume de la Granja d'Escarp | la Granja d'Escarp | església        | Estil: arquitectura barroca arquitectura popular 18th century | 41° 25′ 08″ N, 0° 21′ 09″ E / 41.418976°N,0.352602°E ca:Plaça de la Creu, la Granja d'Escarp 78 msnm              | bé integrant del patrimoni cultural català | Sant Jaume de la Granja d'Escarp           | Modifica les dades a Wikidata |

## forn de calç
| imatge | Nom                                   | Ubicat a           | instància de | Detalls                     | coordenades                                       | Protecció                                  | Commons (més fotos) | Dades a WD                    |
| ------ | ------------------------------------- | ------------------ | ------------ | --------------------------- | ------------------------------------------------- | ------------------------------------------ | ------------------- | ----------------------------- |
|        | Quatre forns de calç                  | la Granja d'Escarp | forn de calç | Estil: arquitectura popular | 41° 23′ 58″ N, 0° 19′ 49″ E / 41.39932°N,0.3302°E | bé integrant del patrimoni cultural català |                     | Modifica les dades a Wikidata |
|        | Tres forns de calç al camí de Seròs   | la Granja d'Escarp | forn de calç | Estil: arquitectura popular |                                                   | bé integrant del patrimoni cultural català |                     | Modifica les dades a Wikidata |
|        | Tres forns de calç al racó del Cintet | la Granja d'Escarp | forn de calç | Estil: arquitectura popular |                                                   | bé integrant del patrimoni cultural català |                     | Modifica les dades a Wikidata |

## granja
| imatge | Nom               | Ubicat a           | instància de | Detalls | coordenades                                                          | Protecció | Commons (més fotos) | Dades a WD                    |
| ------ | ----------------- | ------------------ | ------------ | ------- | -------------------------------------------------------------------- | --------- | ------------------- | ----------------------------- |
|        | Granja Estiarte   | la Granja d'Escarp | granja       |         | 41° 25′ 11″ N, 0° 22′ 05″ E / 41.4198255653667°N,0.367970238809501°E |           |                     | Modifica les dades a Wikidata |
|        | Granja de Quenaro | la Granja d'Escarp | granja       |         | 41° 25′ 02″ N, 0° 21′ 23″ E / 41.4172454088716°N,0.35639706170108°E  |           |                     | Modifica les dades a Wikidata |

## jaciment arqueològic
| imatge | Nom                             | Ubicat a           | instància de                                                 | Detalls | coordenades                                        | Protecció                                                                                        | Commons (més fotos) | Dades a WD                    |
| ------ | ------------------------------- | ------------------ | ------------------------------------------------------------ | ------- | -------------------------------------------------- | ------------------------------------------------------------------------------------------------ | ------------------- | ----------------------------- |
|        | Abric del barranc de Canà       | la Granja d'Escarp | jaciment arqueològic gruta amb art rupestre                  |         | 41° 23′ 53″ N, 0° 19′ 55″ E / 41.3981°N,0.33182°E  | bé d'interès cultural lloc component de Patrimoni de la Humanitat bé cultural d'interès nacional |                     | Modifica les dades a Wikidata |
|        | Abric del barranc de Sant Jaume | la Granja d'Escarp | jaciment arqueològic gruta amb art rupestre edifici històric |         | 41° 24′ 23″ N, 0° 20′ 30″ E / 41.40626°N,0.34178°E | bé d'interès cultural lloc component de Patrimoni de la Humanitat bé cultural d'interès nacional |                     | Modifica les dades a Wikidata |

## masia
| imatge | Nom                       | Ubicat a           | instància de | Detalls | coordenades                                                          | Protecció | Commons (més fotos) | Dades a WD                    |
| ------ | ------------------------- | ------------------ | ------------ | ------- | -------------------------------------------------------------------- | --------- | ------------------- | ----------------------------- |
|        | Ca la Dida                | la Granja d'Escarp | masia        |         | 41° 25′ 56″ N, 0° 24′ 10″ E / 41.432161374113°N,0.402691554617301°E  |           |                     | Modifica les dades a Wikidata |
|        | Mas d'Adolfo              | la Granja d'Escarp | masia        |         | 41° 22′ 42″ N, 0° 22′ 17″ E / 41.3782514371618°N,0.371489643576887°E |           |                     | Modifica les dades a Wikidata |
|        | Mas d'Agustinet           | la Granja d'Escarp | masia        |         | 41° 22′ 40″ N, 0° 21′ 13″ E / 41.3777057505614°N,0.353587635221835°E |           |                     | Modifica les dades a Wikidata |
|        | Mas d'Isidro              | la Granja d'Escarp | masia        |         | 41° 23′ 38″ N, 0° 23′ 10″ E / 41.3938950583666°N,0.386084565695781°E |           |                     | Modifica les dades a Wikidata |
|        | Mas d'en Manel de Can Jan | la Granja d'Escarp | masia        |         | 41° 24′ 36″ N, 0° 22′ 49″ E / 41.4101000172246°N,0.380254573570725°E |           |                     | Modifica les dades a Wikidata |
|        | Mas de Batana             | la Granja d'Escarp | masia        |         | 41° 22′ 47″ N, 0° 21′ 29″ E / 41.3796378330479°N,0.358100994869239°E |           |                     | Modifica les dades a Wikidata |
|        | Mas de Batiste            | la Granja d'Escarp | masia        |         | 41° 23′ 19″ N, 0° 20′ 44″ E / 41.3885509374287°N,0.345445816109695°E |           |                     | Modifica les dades a Wikidata |
|        | Mas de Batistonet         | la Granja d'Escarp | masia        |         | 41° 24′ 40″ N, 0° 22′ 56″ E / 41.4112418949223°N,0.382146752651126°E |           |                     | Modifica les dades a Wikidata |
|        | Mas de Batistó            | la Granja d'Escarp | masia        |         | 41° 25′ 03″ N, 0° 23′ 17″ E / 41.417508270383°N,0.3879950494685°E    |           |                     | Modifica les dades a Wikidata |
|        | Mas de Borràs             | la Granja d'Escarp | masia        |         | 41° 26′ 07″ N, 0° 23′ 10″ E / 41.4353321725176°N,0.386025386586986°E |           |                     | Modifica les dades a Wikidata |
|        | Mas de Cinc Cantons       | la Granja d'Escarp | masia        |         | 41° 24′ 20″ N, 0° 24′ 32″ E / 41.4056224126412°N,0.408809530416521°E |           |                     | Modifica les dades a Wikidata |
|        | Mas de Cintet             | la Granja d'Escarp | masia        |         | 41° 24′ 09″ N, 0° 20′ 07″ E / 41.4025214452949°N,0.335391218249631°E |           |                     | Modifica les dades a Wikidata |
|        | Mas de Conrado            | la Granja d'Escarp | masia        |         | 41° 24′ 30″ N, 0° 25′ 11″ E / 41.4082466079132°N,0.41977094818147°E  |           |                     | Modifica les dades a Wikidata |
|        | Mas de Cristòfol          | la Granja d'Escarp | masia        |         | 41° 24′ 53″ N, 0° 24′ 38″ E / 41.4148454513084°N,0.410428831758614°E |           |                     | Modifica les dades a Wikidata |
|        | Mas de Domenic            | la Granja d'Escarp | masia        |         | 41° 25′ 01″ N, 0° 21′ 14″ E / 41.4170369001235°N,0.353988689418882°E |           |                     | Modifica les dades a Wikidata |
|        | Mas de Doníssio           | la Granja d'Escarp | masia        |         | 41° 24′ 30″ N, 0° 21′ 16″ E / 41.4082723286782°N,0.354320650791946°E |           |                     | Modifica les dades a Wikidata |
|        | Mas de Felip              | la Granja d'Escarp | masia        |         | 41° 24′ 57″ N, 0° 22′ 49″ E / 41.4159392655227°N,0.38039069209618°E  |           |                     | Modifica les dades a Wikidata |
|        | Mas de Fontan             | la Granja d'Escarp | masia        |         | 41° 24′ 57″ N, 0° 23′ 14″ E / 41.4158976969047°N,0.387271861708838°E |           |                     | Modifica les dades a Wikidata |
|        | Mas de Girald             | la Granja d'Escarp | masia        |         | 41° 24′ 23″ N, 0° 22′ 17″ E / 41.4065126851685°N,0.371450741667979°E |           |                     | Modifica les dades a Wikidata |
|        | Mas de Gràcia             | la Granja d'Escarp | masia        |         | 41° 25′ 01″ N, 0° 24′ 00″ E / 41.416879393684°N,0.39998468452561°E   |           |                     | Modifica les dades a Wikidata |
|        | Mas de Guivet             | la Granja d'Escarp | masia        |         | 41° 24′ 30″ N, 0° 23′ 29″ E / 41.4084287464843°N,0.391519100327946°E |           |                     | Modifica les dades a Wikidata |
|        | Mas de Joan de Ramonet    | la Granja d'Escarp | masia        |         | 41° 24′ 31″ N, 0° 24′ 10″ E / 41.4086574310626°N,0.40281500982063°E  |           |                     | Modifica les dades a Wikidata |
|        | Mas de Manuel del Rúbio   | la Granja d'Escarp | masia        |         | 41° 23′ 22″ N, 0° 23′ 22″ E / 41.3894874939843°N,0.389502260103694°E |           |                     | Modifica les dades a Wikidata |
|        | Mas de Marc Antoni        | la Granja d'Escarp | masia        |         | 41° 24′ 56″ N, 0° 22′ 21″ E / 41.4154230417963°N,0.372371472513468°E |           |                     | Modifica les dades a Wikidata |
|        | Mas de Miquel d'Aitona    | la Granja d'Escarp | masia        |         | 41° 23′ 49″ N, 0° 21′ 23″ E / 41.396975137203°N,0.35652386825504°E   |           |                     | Modifica les dades a Wikidata |
|        | Mas de Paquito Nieves     | la Granja d'Escarp | masia        |         | 41° 23′ 37″ N, 0° 21′ 38″ E / 41.3936735895261°N,0.360618118743189°E |           |                     | Modifica les dades a Wikidata |
|        | Mas de Pasqual            | la Granja d'Escarp | masia        |         | 41° 24′ 38″ N, 0° 21′ 13″ E / 41.4105525088509°N,0.353605985057243°E |           |                     | Modifica les dades a Wikidata |
|        | Mas de Pere Joan          | la Granja d'Escarp | masia        |         | 41° 23′ 16″ N, 0° 23′ 25″ E / 41.3878415131°N,0.39037949454154°E     |           |                     | Modifica les dades a Wikidata |
|        | Mas de Pinyol             | la Granja d'Escarp | masia        |         | 41° 24′ 45″ N, 0° 22′ 54″ E / 41.4126167264878°N,0.381612969803691°E |           |                     | Modifica les dades a Wikidata |
|        | Mas de Placeta            | la Granja d'Escarp | masia        |         | 41° 24′ 59″ N, 0° 24′ 34″ E / 41.4163975460465°N,0.409362128153442°E |           |                     | Modifica les dades a Wikidata |
|        | Mas de Roca               | la Granja d'Escarp | masia        |         | 41° 26′ 13″ N, 0° 23′ 43″ E / 41.436973209812°N,0.395234879420808°E  |           |                     | Modifica les dades a Wikidata |
|        | Mas de Sano               | la Granja d'Escarp | masia        |         | 41° 25′ 23″ N, 0° 23′ 27″ E / 41.4230336899446°N,0.390970215441922°E |           |                     | Modifica les dades a Wikidata |
|        | Mas de Solà               | la Granja d'Escarp | masia        |         | 41° 23′ 31″ N, 0° 22′ 54″ E / 41.3919730238498°N,0.381568993096866°E |           |                     | Modifica les dades a Wikidata |
|        | Mas de Tomàs Guiu         | la Granja d'Escarp | masia        |         | 41° 24′ 30″ N, 0° 25′ 06″ E / 41.408285130483°N,0.41827187799095°E   |           |                     | Modifica les dades a Wikidata |
|        | Mas de Xato Bep           | la Granja d'Escarp | masia        |         | 41° 23′ 39″ N, 0° 21′ 58″ E / 41.3942945203533°N,0.366094744047912°E |           |                     | Modifica les dades a Wikidata |
|        | Mas de Xolladora          | la Granja d'Escarp | masia        |         | 41° 25′ 42″ N, 0° 23′ 36″ E / 41.4282542609823°N,0.39321424043148°E  |           |                     | Modifica les dades a Wikidata |
|        | Mas de l'Enginyer         | la Granja d'Escarp | masia        |         | 41° 25′ 14″ N, 0° 23′ 28″ E / 41.4206532302884°N,0.391245035671372°E |           |                     | Modifica les dades a Wikidata |
|        | Mas de l'Hereu            | la Granja d'Escarp | masia        |         | 41° 23′ 53″ N, 0° 24′ 44″ E / 41.3979513516089°N,0.412116669018017°E |           |                     | Modifica les dades a Wikidata |
|        | Mas de la Xolladora       | la Granja d'Escarp | masia        |         | 41° 24′ 23″ N, 0° 24′ 31″ E / 41.4063038648096°N,0.40867477493494°E  |           |                     | Modifica les dades a Wikidata |
|        | Mas del Capità            | la Granja d'Escarp | masia        |         | 41° 23′ 37″ N, 0° 19′ 19″ E / 41.39347392689°N,0.32198166811167°E    |           |                     | Modifica les dades a Wikidata |
|        | Mas del Carreter          | la Granja d'Escarp | masia        |         | 41° 24′ 07″ N, 0° 23′ 22″ E / 41.4019124037891°N,0.38932770990945°E  |           |                     | Modifica les dades a Wikidata |
|        | Mas del Ciego             | la Granja d'Escarp | masia        |         | 41° 24′ 30″ N, 0° 24′ 08″ E / 41.408418432699°N,0.402202458739639°E  |           |                     | Modifica les dades a Wikidata |
|        | Mas del Maialús           | la Granja d'Escarp | masia        |         | 41° 23′ 09″ N, 0° 22′ 34″ E / 41.385715614828°N,0.37611413946471°E   |           |                     | Modifica les dades a Wikidata |
|        | Mas del Planeta           | la Granja d'Escarp | masia        |         | 41° 23′ 46″ N, 0° 22′ 59″ E / 41.3960308556997°N,0.38297288559738°E  |           |                     | Modifica les dades a Wikidata |
|        | Mas del Rector            | la Granja d'Escarp | masia        |         | 41° 23′ 37″ N, 0° 23′ 24″ E / 41.3935063661372°N,0.389987223405589°E |           |                     | Modifica les dades a Wikidata |
|        | Mas del Ros               | la Granja d'Escarp | masia        |         | 41° 23′ 21″ N, 0° 22′ 53″ E / 41.3892967488669°N,0.381509018610706°E |           |                     | Modifica les dades a Wikidata |
|        | Mas del Tonet             | la Granja d'Escarp | masia        |         | 41° 23′ 06″ N, 0° 22′ 54″ E / 41.3850119700343°N,0.381609289830222°E |           |                     | Modifica les dades a Wikidata |
|        | la Moncloa                | la Granja d'Escarp | masia        |         | 41° 22′ 59″ N, 0° 22′ 25″ E / 41.3831104975671°N,0.373661592320718°E |           |                     | Modifica les dades a Wikidata |

## muntanya
| imatge | Nom               | Ubicat a           | instància de | Detalls | coordenades                                                         | Protecció | Commons (més fotos) | Dades a WD                    |
| ------ | ----------------- | ------------------ | ------------ | ------- | ------------------------------------------------------------------- | --------- | ------------------- | ----------------------------- |
|        | Morro Miró        | la Granja d'Escarp | muntanya     |         | 41° 25′ 06″ N, 0° 24′ 47″ E / 41.4183°N,0.413114°E 206.5 msnm       |           |                     | Modifica les dades a Wikidata |
|        | Morro Vicent      | la Granja d'Escarp | muntanya     |         | 41° 24′ 29″ N, 0° 23′ 12″ E / 41.40809444°N,0.38668889°E 267.6 msnm |           |                     | Modifica les dades a Wikidata |
|        | Morro de Batistó  | la Granja d'Escarp | muntanya     |         | 41° 24′ 00″ N, 0° 24′ 41″ E / 41.39991111°N,0.41131667°E 292.8 msnm |           |                     | Modifica les dades a Wikidata |
|        | Punta de Cagueres | la Granja d'Escarp | muntanya     |         | 41° 23′ 10″ N, 0° 19′ 57″ E / 41.386°N,0.332481°E 222.5 msnm        |           |                     | Modifica les dades a Wikidata |
|        | Punta de Grabiel  | la Granja d'Escarp | muntanya     |         | 41° 24′ 46″ N, 0° 21′ 07″ E / 41.4129°N,0.351858°E 214.5 msnm       |           |                     | Modifica les dades a Wikidata |
|        | Punta el Fortí    | la Granja d'Escarp | muntanya     |         | 41° 24′ 58″ N, 0° 22′ 02″ E / 41.41620556°N,0.36723667°E 198 msnm   |           |                     | Modifica les dades a Wikidata |

## serra
| imatge | Nom                 | Ubicat a           | instància de | Detalls | coordenades                                                   | Protecció | Commons (més fotos) | Dades a WD                    |
| ------ | ------------------- | ------------------ | ------------ | ------- | ------------------------------------------------------------- | --------- | ------------------- | ----------------------------- |
|        | Serra Picarda       | la Granja d'Escarp | serra        |         | 41° 23′ 57″ N, 0° 21′ 40″ E / 41.3991°N,0.361°E 346.7 msnm    |           |                     | Modifica les dades a Wikidata |
|        | serra de Maranyà    | la Granja d'Escarp | serra        |         | 41° 23′ 21″ N, 0° 22′ 00″ E / 41.3893°N,0.366707°E 381.2 msnm |           |                     | Modifica les dades a Wikidata |
|        | serra del Castellot | la Granja d'Escarp | serra        |         | 41° 24′ 58″ N, 0° 22′ 02″ E / 41.416242°N,0.367239°E 198 msnm |           |                     | Modifica les dades a Wikidata |

## teuleria
| imatge | Nom                     | Ubicat a           | instància de | Detalls                     | coordenades | Protecció                                  | Commons (més fotos) | Dades a WD                    |
| ------ | ----------------------- | ------------------ | ------------ | --------------------------- | ----------- | ------------------------------------------ | ------------------- | ----------------------------- |
|        | Teuleria de la Grallera | la Granja d'Escarp | teuleria     | Estil: arquitectura popular |             | bé integrant del patrimoni cultural català |                     | Modifica les dades a Wikidata |
|        | Teuleria de los Plans   | la Granja d'Escarp | teuleria     | Estil: arquitectura popular |             | bé integrant del patrimoni cultural català |                     | Modifica les dades a Wikidata |

## Misc
| imatge | Nom                                        | Ubicat a                      | instància de                                              | Detalls                                      | coordenades                                                                                       | Protecció                                  | Commons (més fotos)      | Dades a WD                    |
| ------ | ------------------------------------------ | ----------------------------- | --------------------------------------------------------- | -------------------------------------------- | ------------------------------------------------------------------------------------------------- | ------------------------------------------ | ------------------------ | ----------------------------- |
|        | Aiguabarreig Segre-Cinca                   | la Granja d'Escarp Mequinensa | àrea protegida Pla d'Espais d'Interès Natural confluència | 1992 Superfície: 361.63 712.47807ha          | 41° 25′ 42″ N, 0° 20′ 59″ E / 41.428329°N,0.349734°E                                              |                                            | Aiguabarreig Segre-Cinca | Modifica les dades a Wikidata |
|        | Ca l'Ojover                                | la Granja d'Escarp            | casa                                                      | Estil: arquitectura popular                  | 41° 25′ 08″ N, 0° 21′ 09″ E / 41.418956°N,0.352381°E                                              | bé integrant del patrimoni cultural català |                          | Modifica les dades a Wikidata |
|        | Castell i vilatge d'Escarp                 | la Granja d'Escarp            | castell                                                   |                                              | 41° 25′ 05″ N, 0° 21′ 20″ E / 41.4180555556°N,0.355555555556°E 124 msnm                           |                                            |                          | Modifica les dades a Wikidata |
|        | Molí fariner de la Granja                  | la Granja d'Escarp            | molí d'aigua                                              | Estil: arquitectura popular                  | 41° 25′ 28″ N, 0° 21′ 55″ E / 41.42438°N,0.36526°E                                                | bé integrant del patrimoni cultural català |                          | Modifica les dades a Wikidata |
|        | Restes arqueològiques de Vila-seca         | la Granja d'Escarp            | edifici històric despoblat                                |                                              | 41° 26′ 00″ N, 0° 24′ 12″ E / 41.4333759716264°N,0.403432967128531°E                              |                                            |                          | Modifica les dades a Wikidata |
|        | Segre                                      | Catalunya Pirineus Orientals  | riu curs d'aigua riu aurífer                              | Desemboca: Ebre Llarg: 265km Conca: 22400km² | 42° 24′ 09″ N, 2° 06′ 30″ E / 42.4025°N,2.1084°E 41° 21′ 48″ N, 0° 18′ 16″ E / 41.3633°N,0.3044°E |                                            | Segre River              | Modifica les dades a Wikidata |
|        | barranc de la Grallera                     | la Granja d'Escarp            | curs d'aigua                                              |                                              | 41° 25′ 00″ N, 0° 23′ 00″ E / 41.41667°N,0.38333°E 154 msnm                                       |                                            |                          | Modifica les dades a Wikidata |
|        | casa consistorial de la Granja d'Escarp    | la Granja d'Escarp            | casa consistorial                                         |                                              | 41° 25′ 06″ N, 0° 21′ 08″ E / 41.4183769°N,0.3521385°E                                            |                                            |                          | Modifica les dades a Wikidata |
|        | la Granja d'Escarp                         | la Granja d'Escarp            | entitat singular de població capital municipal            | 941 hab                                      | 41° 25′ 04″ N, 0° 21′ 10″ E / 41.41776467°N,0.35286951°E 96 msnm                                  |                                            |                          | Modifica les dades a Wikidata |
|        | pedrera Transportes y Excavaciones Teixidó | la Granja d'Escarp            | pedrera                                                   |                                              | 41° 25′ 24″ N, 0° 22′ 40″ E / 41.4234197501002°N,0.377852278228776°E                              |                                            |                          | Modifica les dades a Wikidata |